# Biserica reformată din Cându
Biserica reformată din Cându este un monument istoric aflat pe teritoriul satului Cându, comuna Bereni.

## Localitatea
Cându (în maghiară Kendő) este un sat în comuna Bereni din județul Mureș, Transilvania, România. Menționat pentru prima dată în anul 1509 sub numele de Kendew.

## Biserica
Biserica anterioară a așezării a fost construită în 1827. Structura tavanului, pereții groși, ferestrele mici, stâlpii din partea de vest a clădirii arătau un amestec ciudat de trăsături romanice și gotice. Conform relatărilor, ultima renovare a bisericii a fost făcută în 1876. De aceea, în anii 1950 ajunsese într-o stare atât de avansată de ruină, încât a trebuit să fie demolată.
Biserica actuală a fost construită în 1957 pe vechea temelie. Prima slujbă a avut loc pe 7 septembrie 1958.
Clopotnița de lemn a fost construită în 1808 și are două clopote. Pe clopotul mai mic scrie: „Kendei Reformata Ecclesia 1753”. Clopotul mare are inscripția: „Isten dicsőségére öntte. a kendői református egkar. hívei 1925. beu.”

## Imagini din exterior

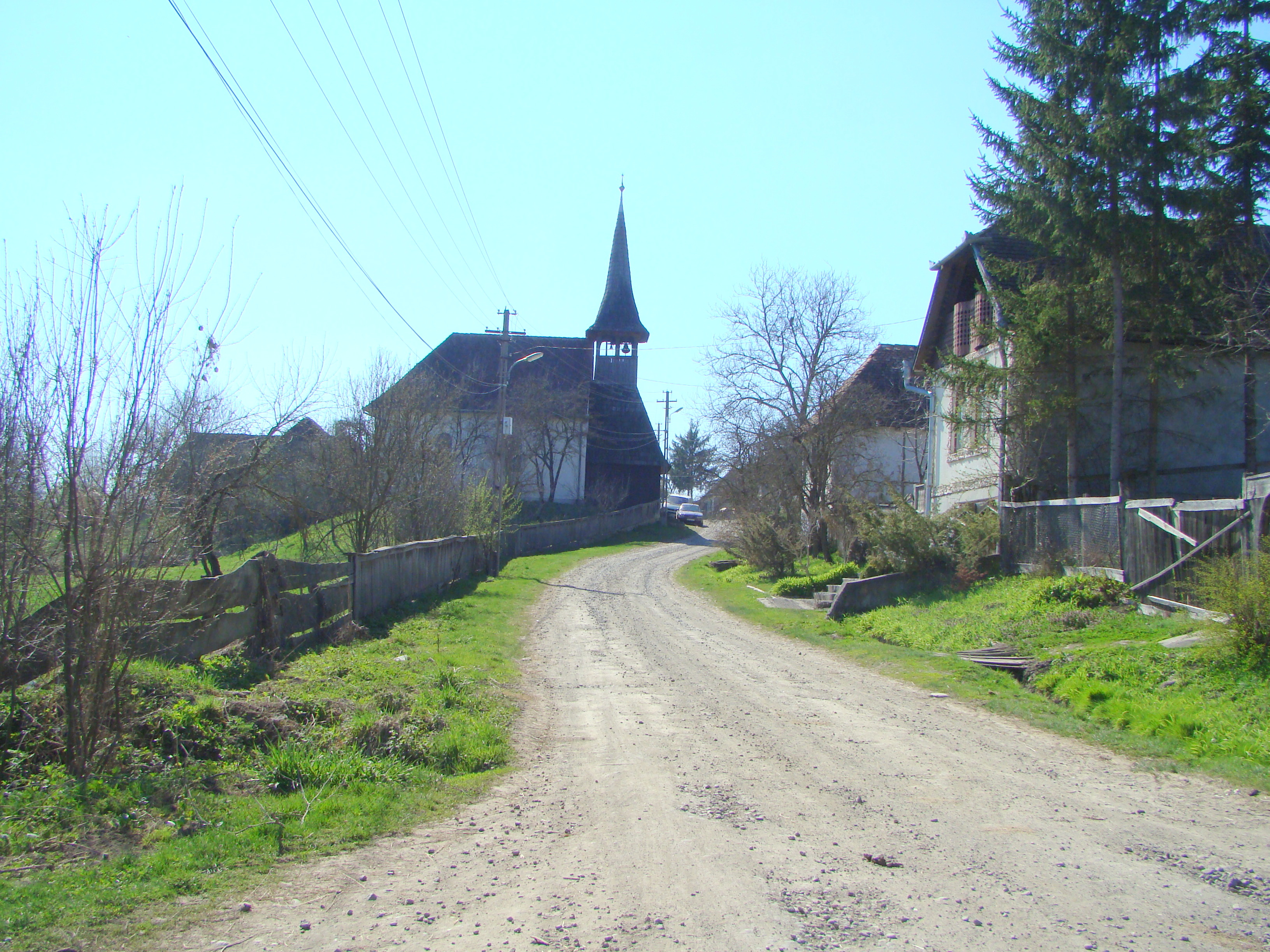
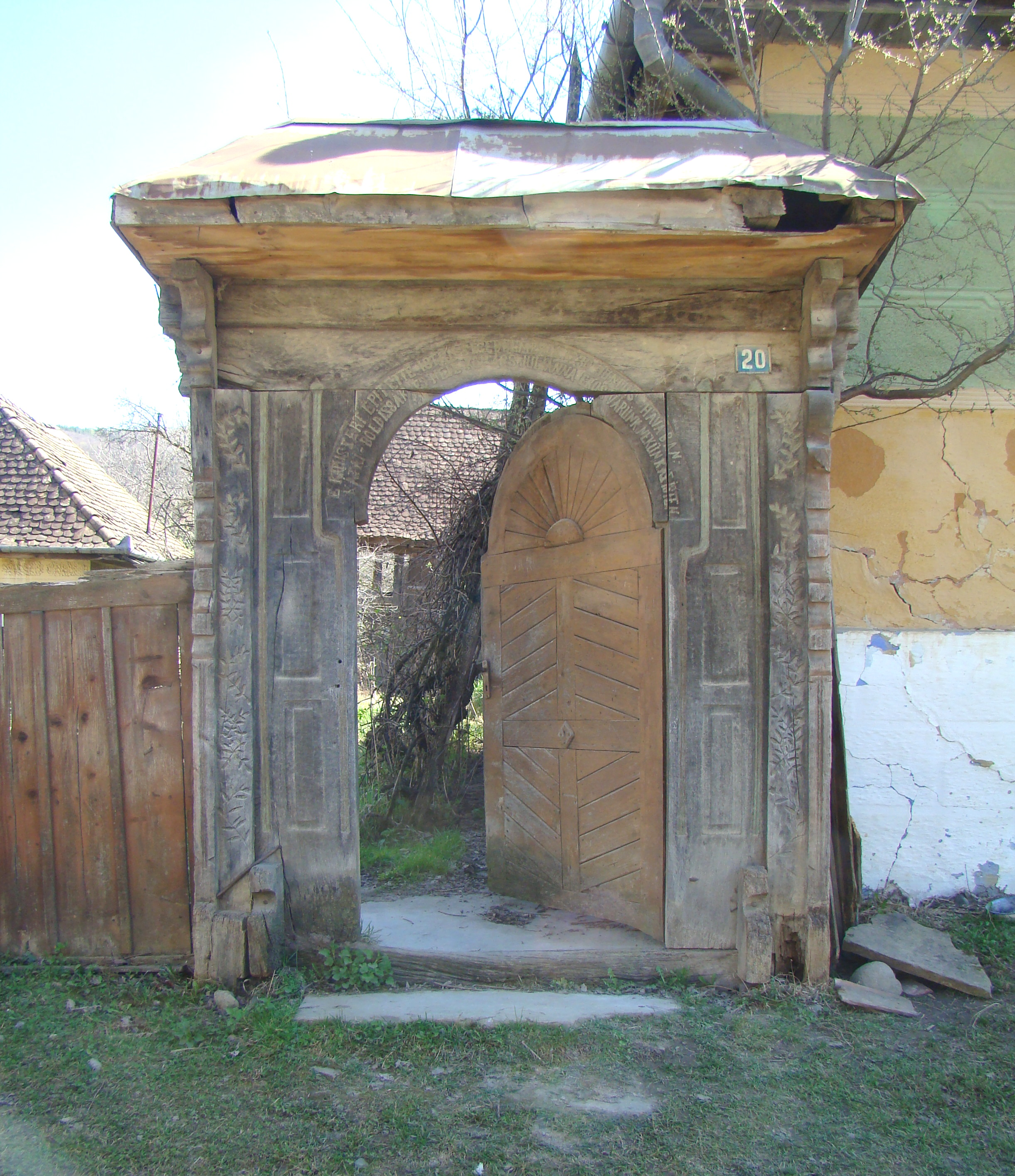
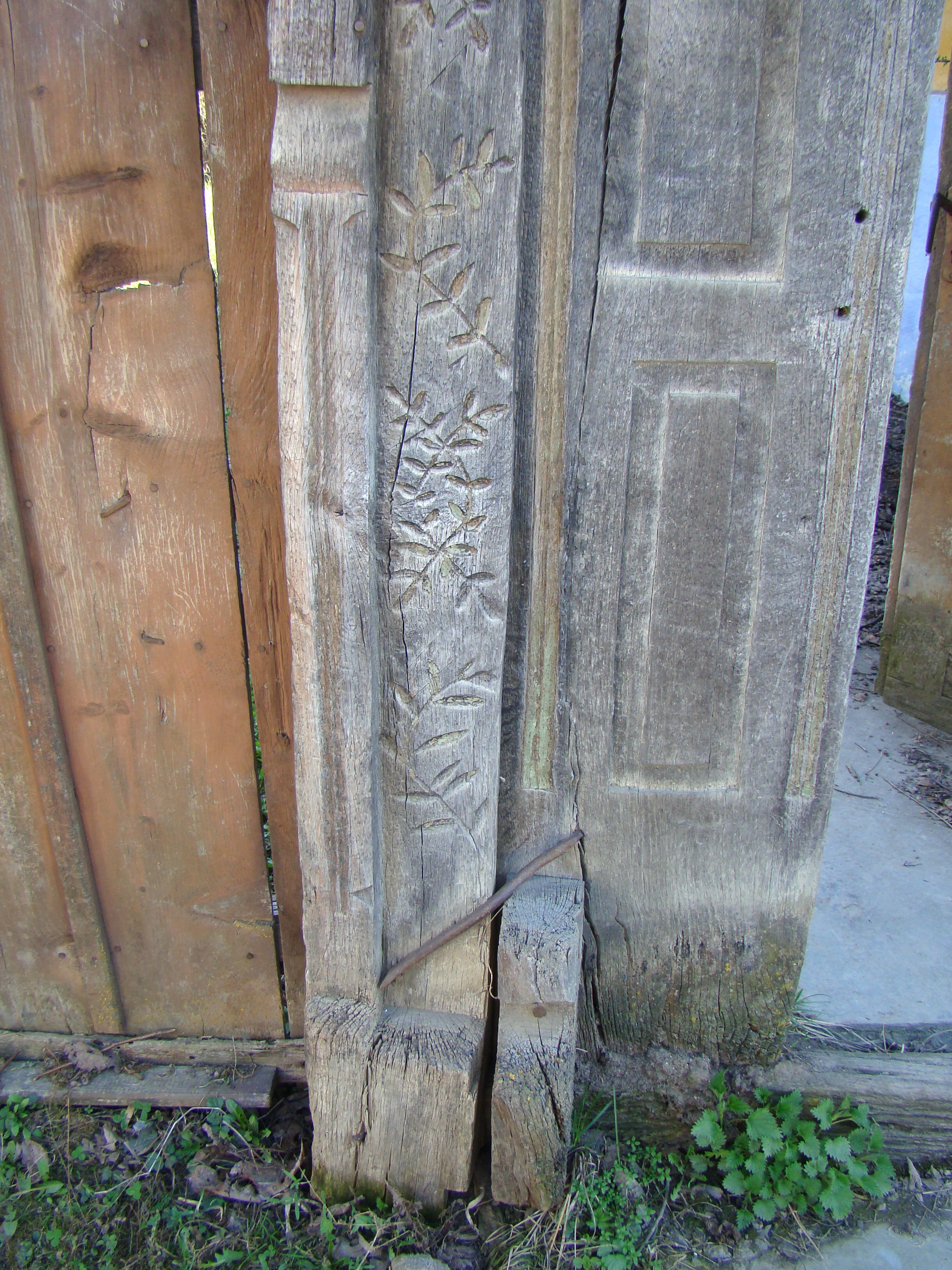
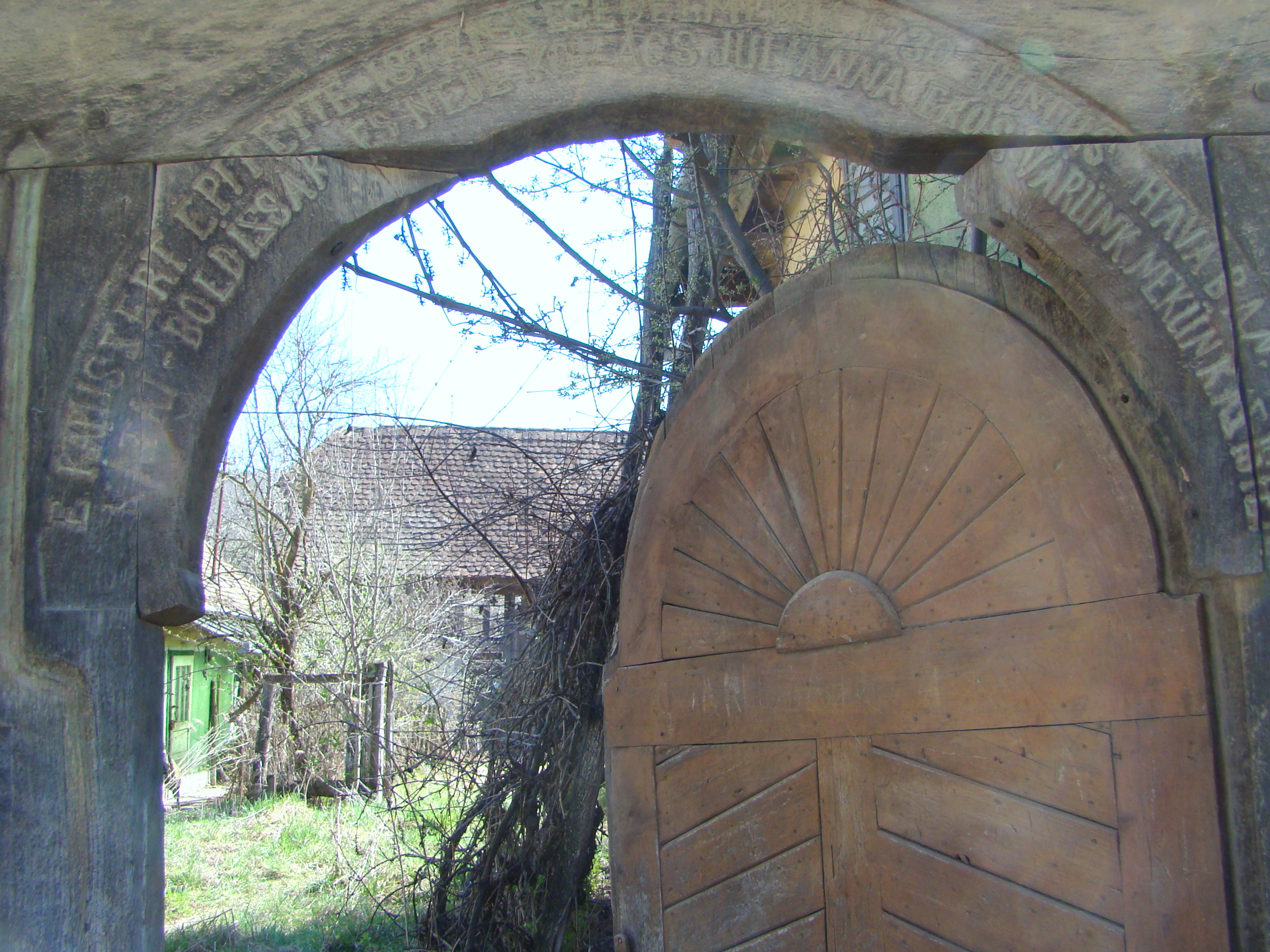
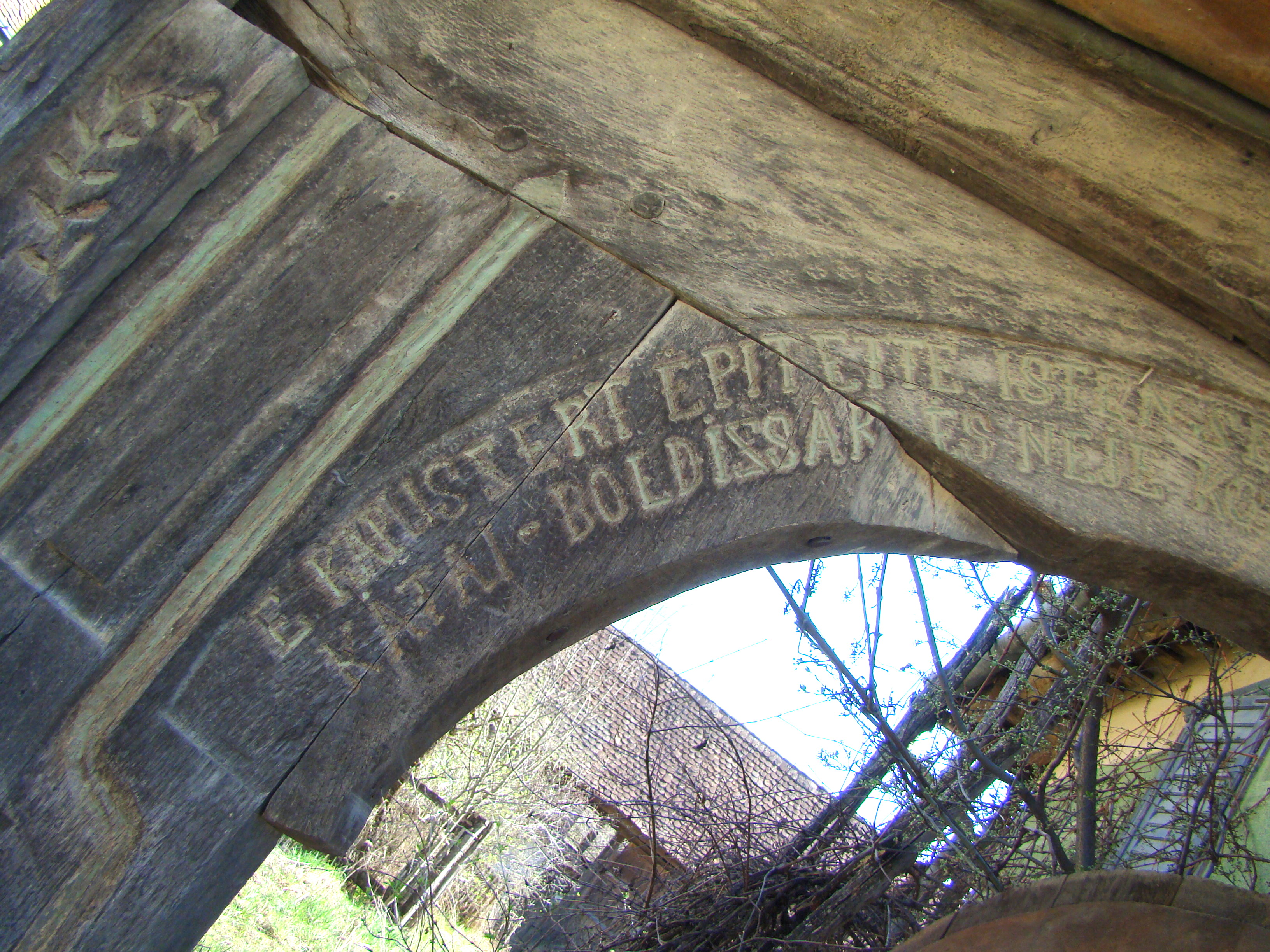
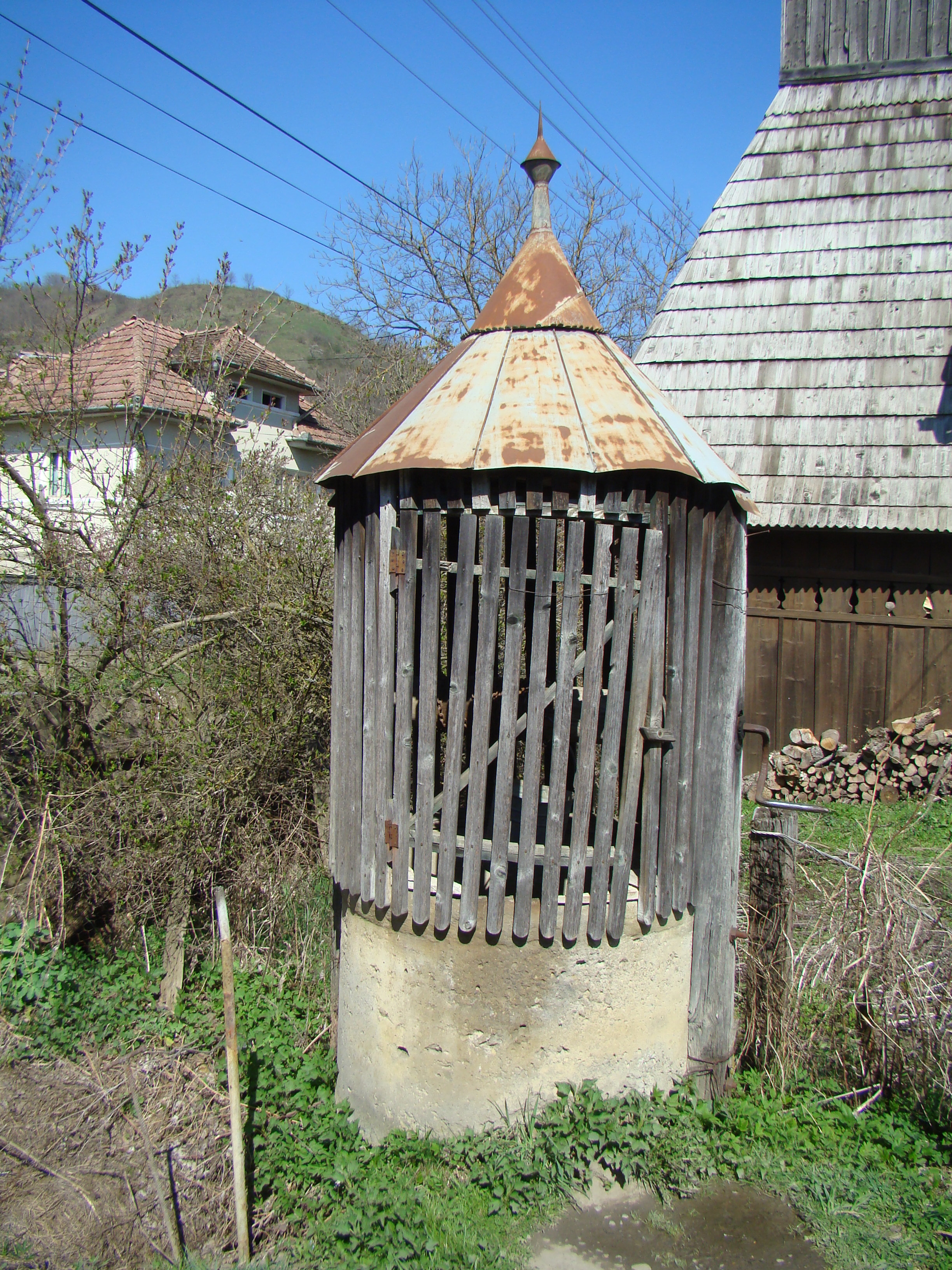
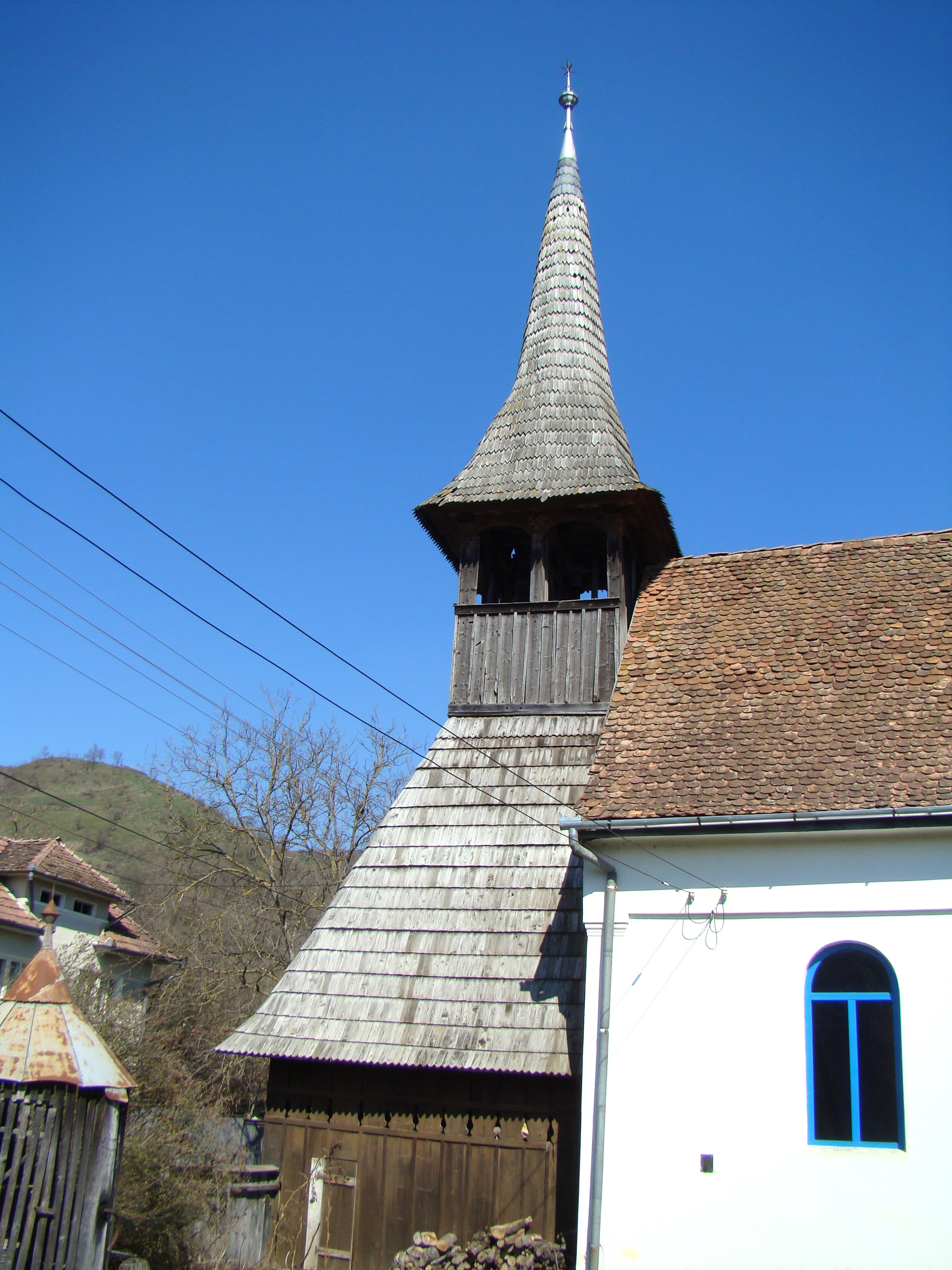
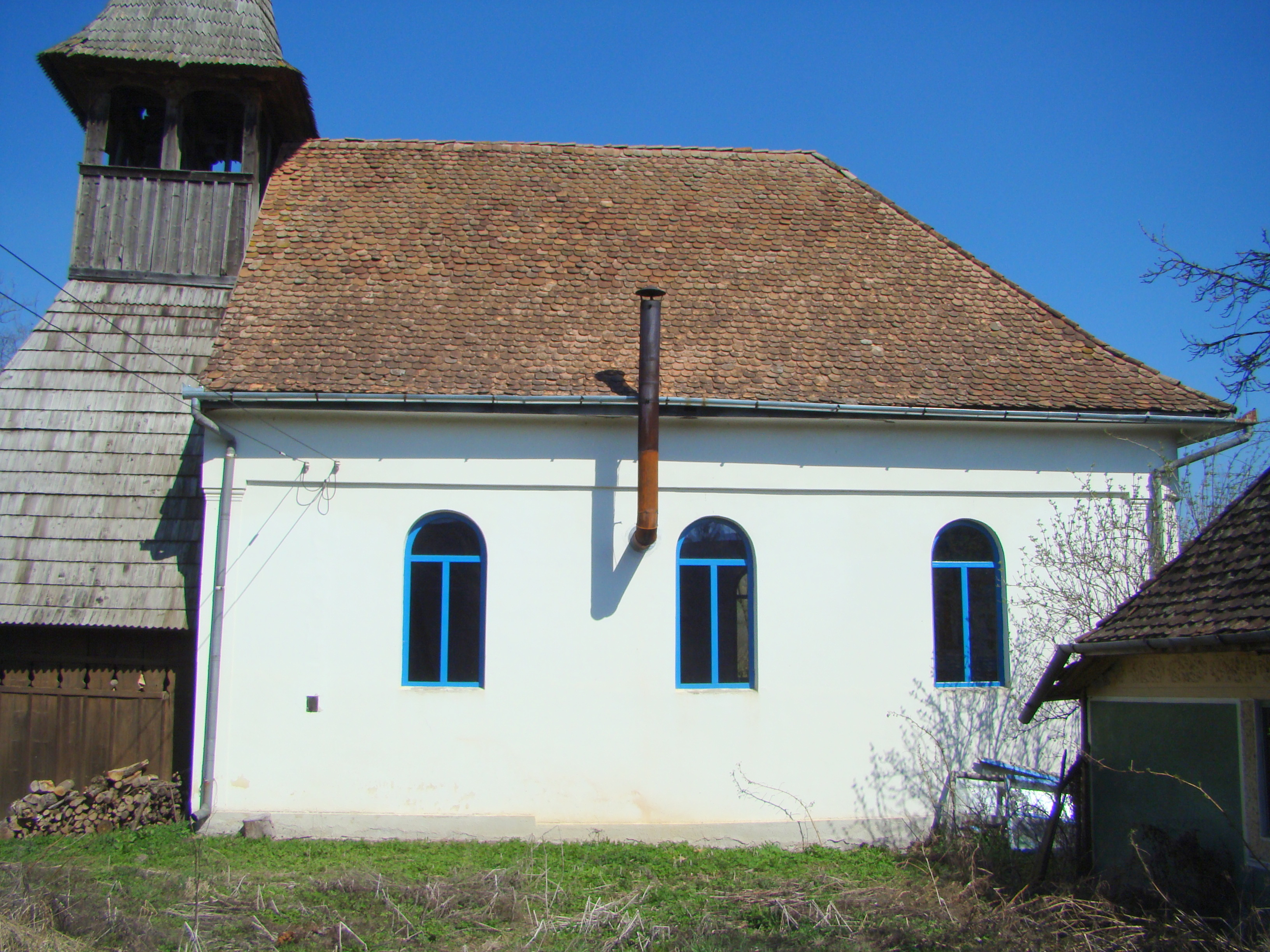
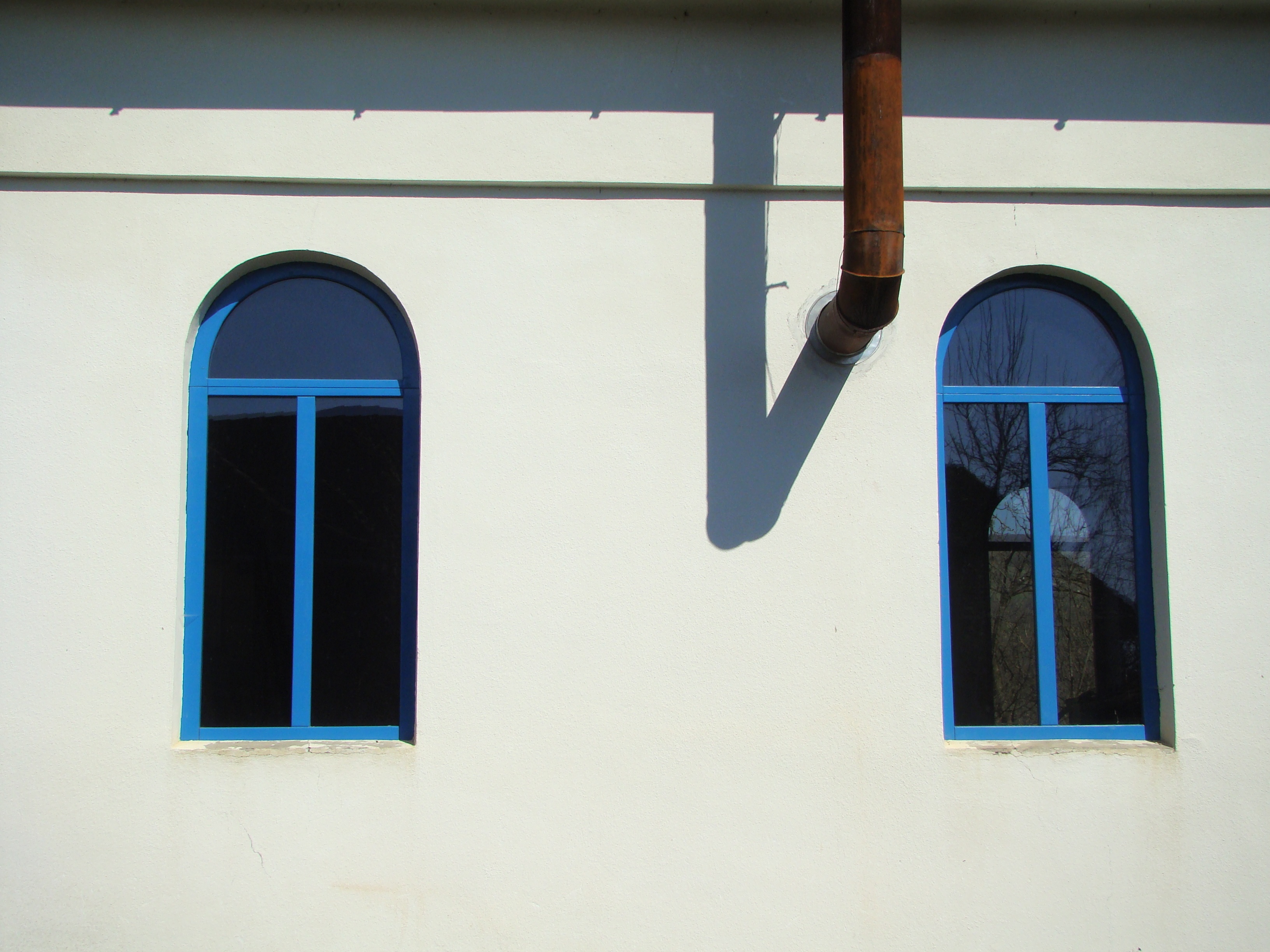
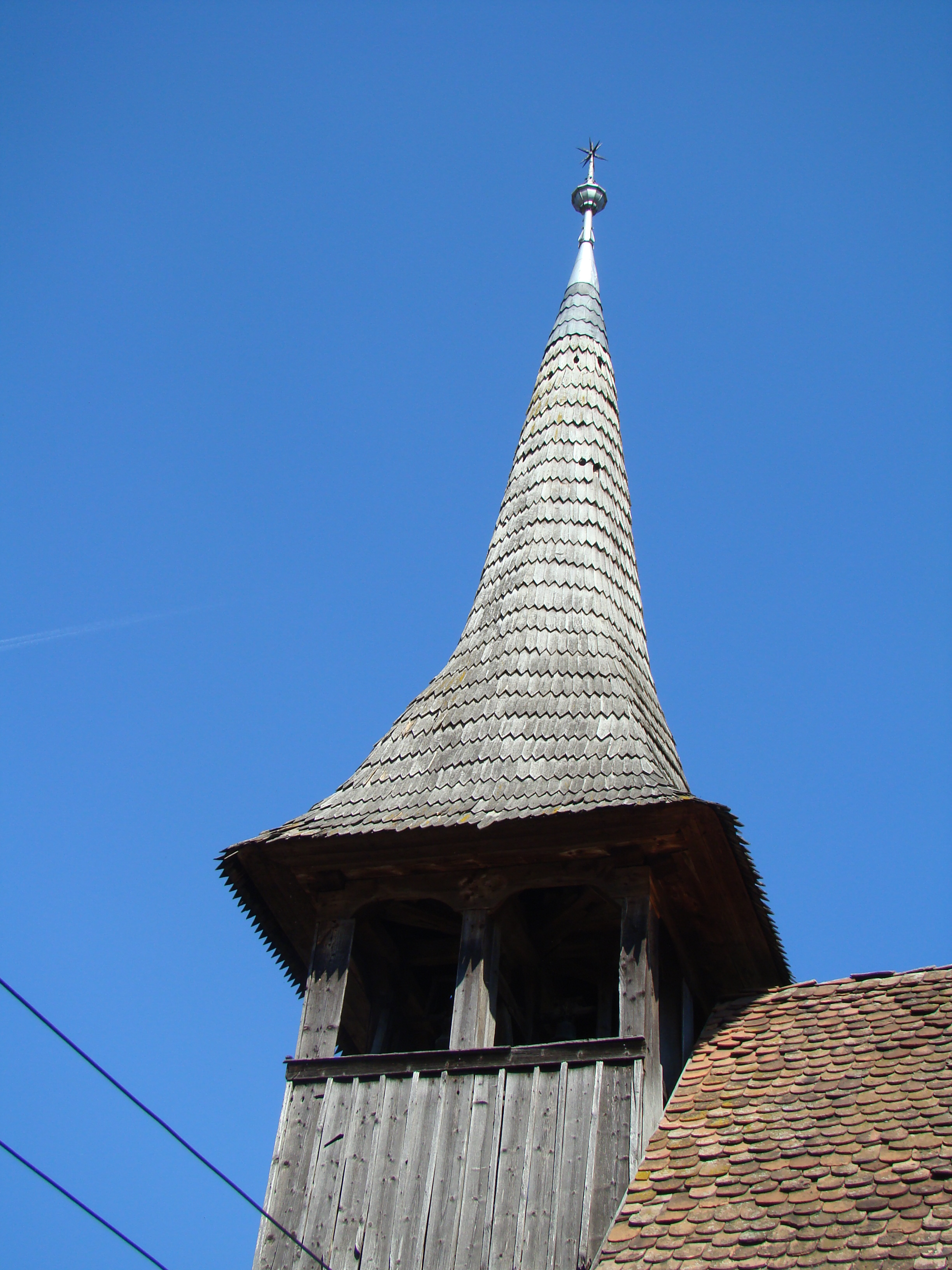
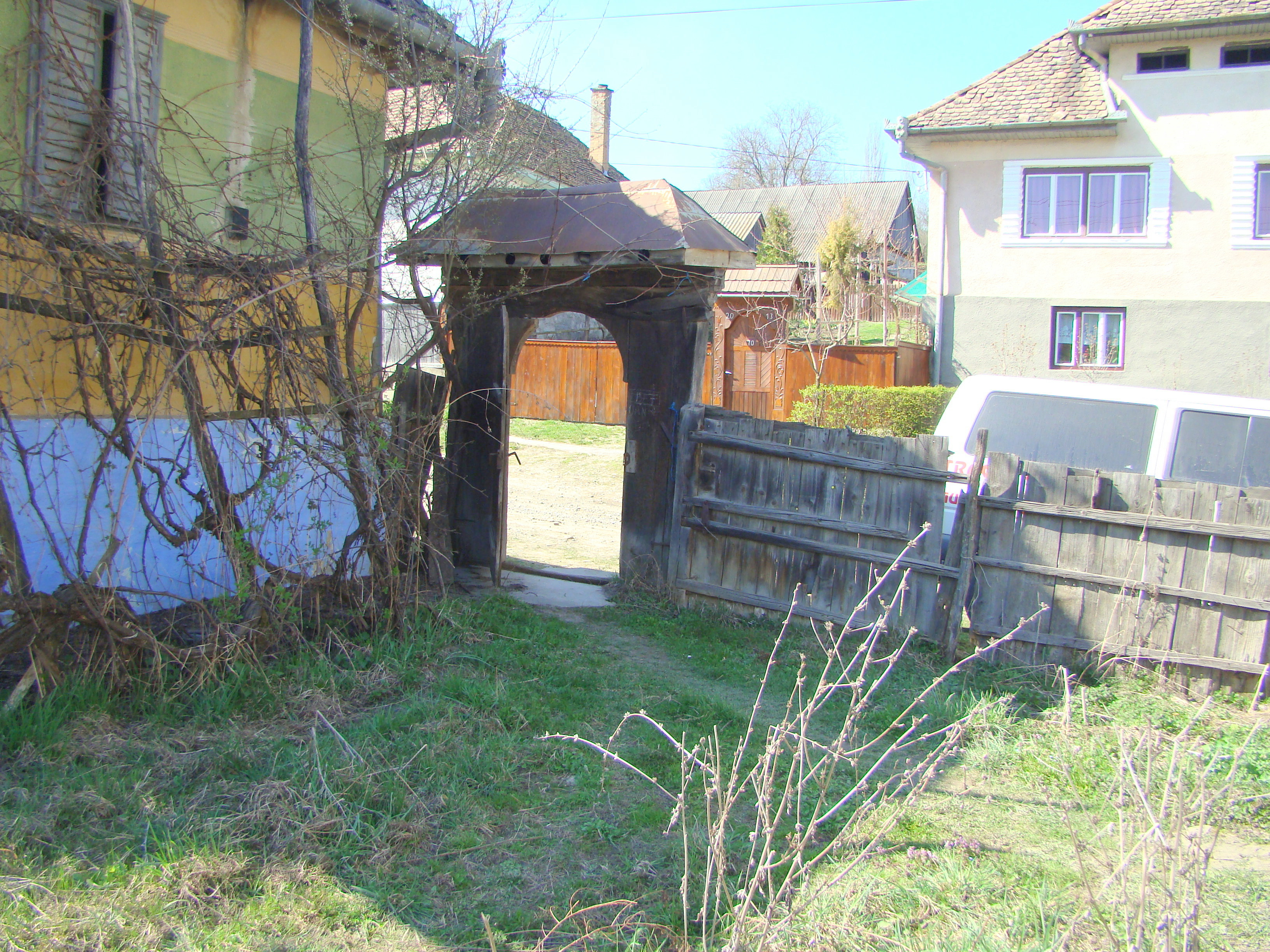
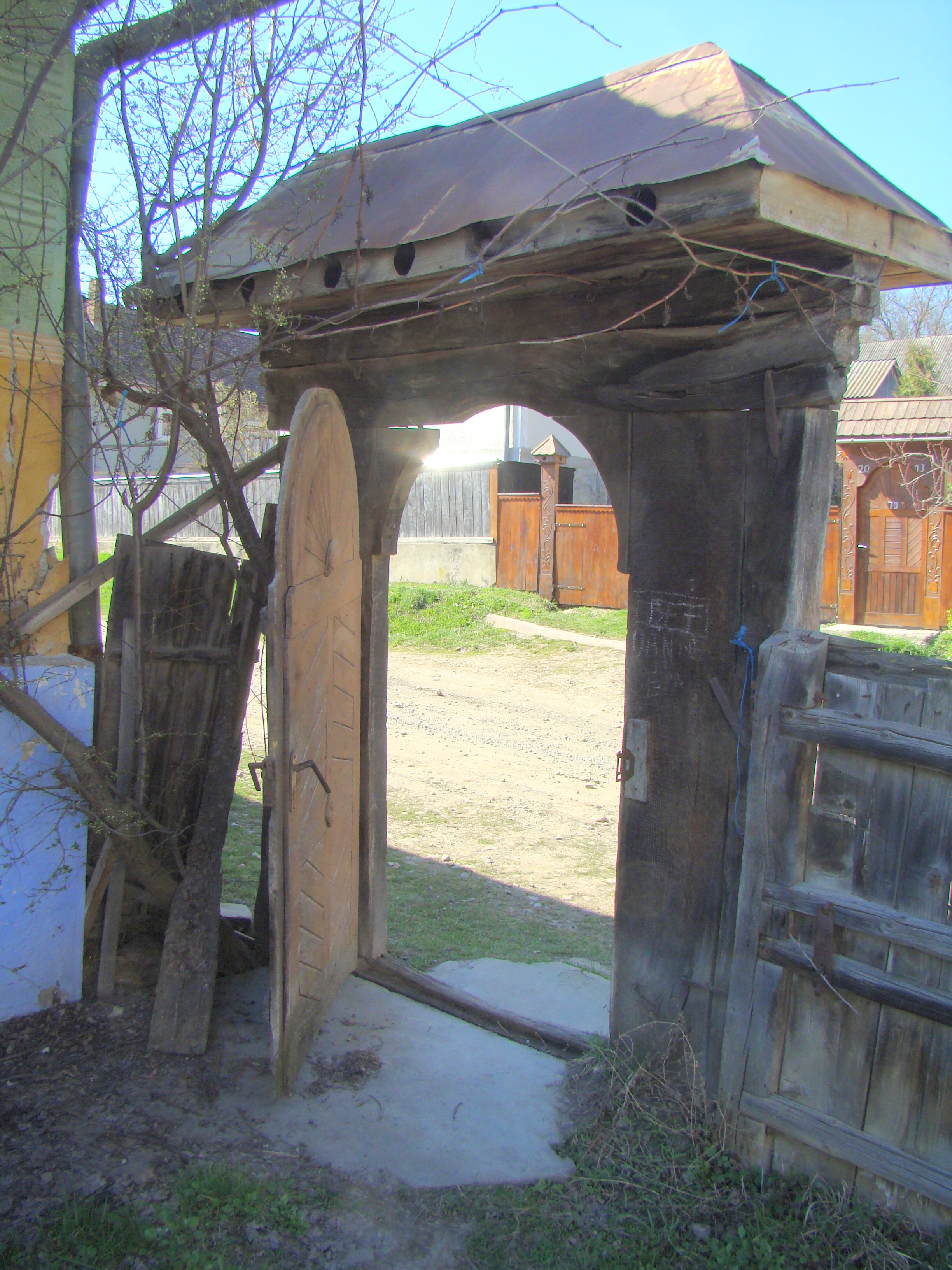
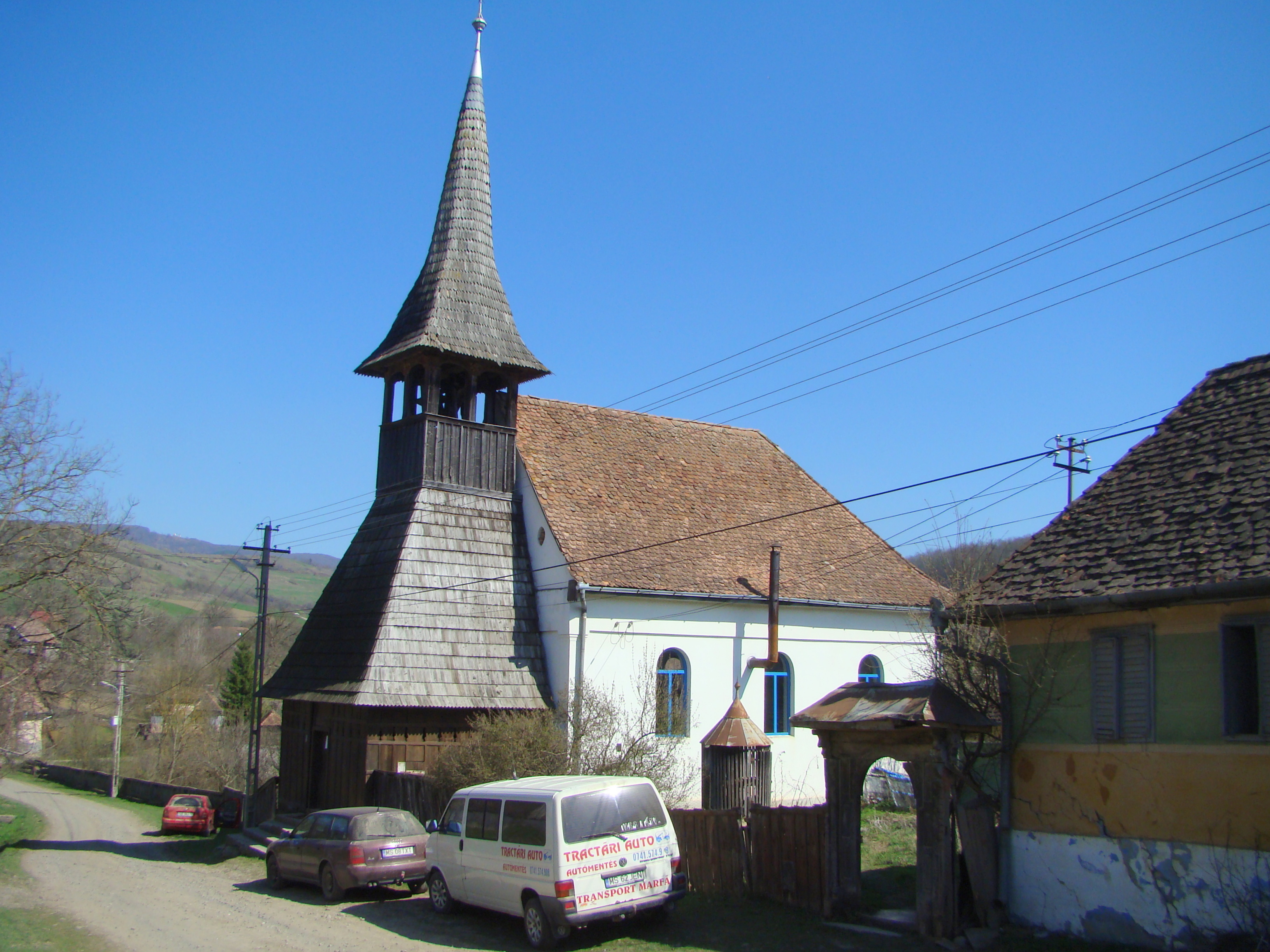
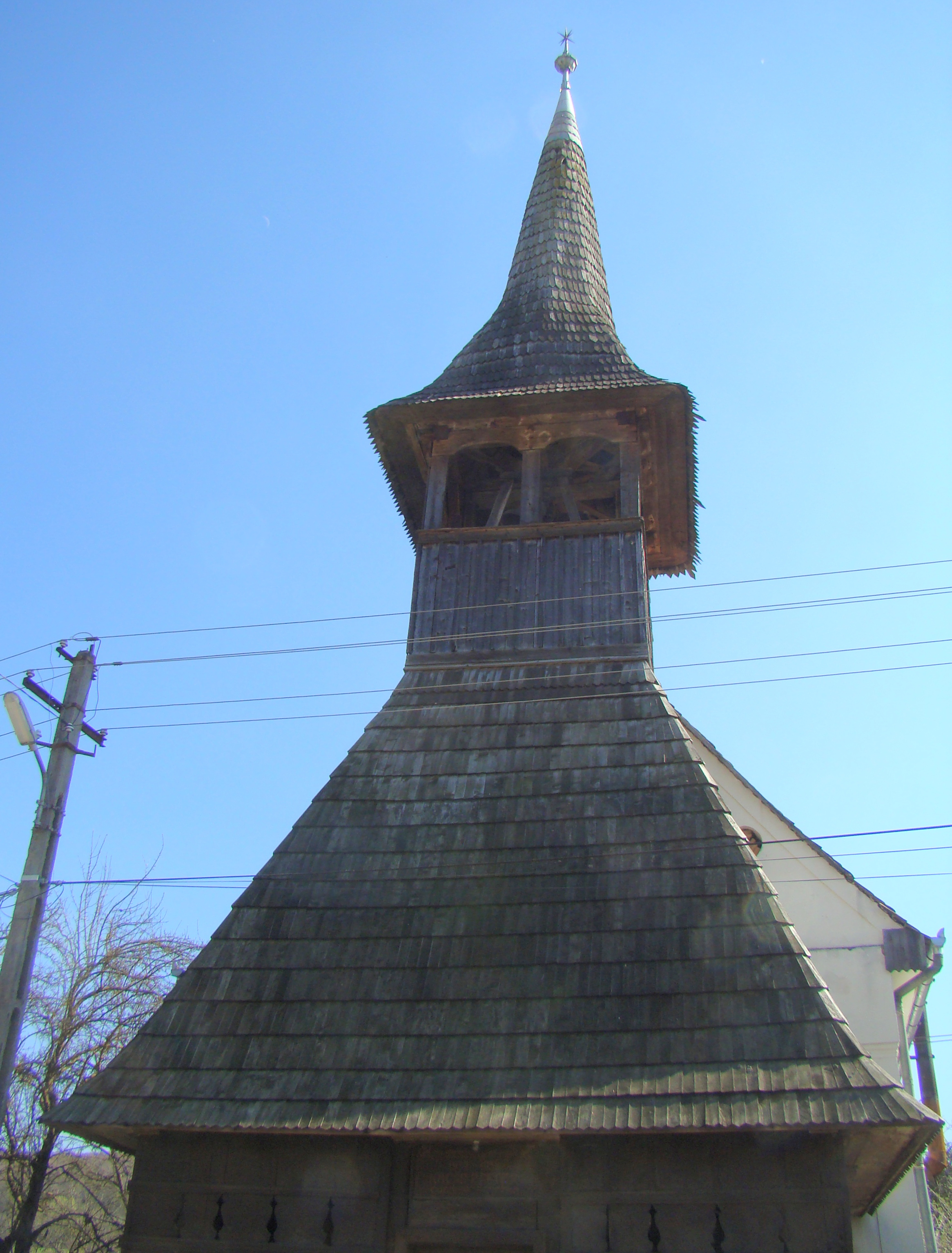

## Vezi și
- Cându, Mureș